# باملاک تسما ویسا
باملاک تسما ویسا (انگلیسی: Bamlak Tessema Weyesa؛ زادهٔ ۳۰ دسامبر ۱۹۸۰) داور فوتبال اهل اتیوپی است.
وی از سال ۲۰۰۹ وارد فهرست داوران فیفا شده است.